# Кругосветное путешествие юного парижанина
«Кругосветное путешествие юного парижанина» — второй приключенческий роман французского писателя Луи Буссенара.

## Публикации
Впервые был опубликован на страницах парижского еженедельника «Journal des voyages» (с 22 июня 1879 по 4 июля 1880 года). Был издан отдельной книгой в 1880 году. В дореволюционном русском переводе (1911) роман публиковался под названием «Путешествие парижанина вокруг света».

## Сюжет
Роман повествует о приключениях 17-летнего парижанина Виктора Гюйона по прозвищу Фрике и его товарищей-французов Андре Бреванна и доктора Ламперьера в разных частях света (Африка, Южная Америка, Австралия, на море). Моряки отправляются вызволять морского врача из лап племени людоедов и попадают в плен. Вместе путешественникам удаётся спастись и ещё не раз выбраться из переделок на своём пути.